# خورشیدگرفتگی ۲۱ سپتامبر ۱۹۲۲
خورشیدگرفتگی ۲۱ سپتامبر ۱۹۲۲ (به انگلیسی: Solar eclipse of September 21, 1922) یک خورشیدگرفتگی از نوع خورشیدگرفتگی کامل است. این خورشیدگرفتگی در تاریخ ۲۱ سپتامبر ۱۹۲۲ میلادی (‎۲۹ شهریور ۱۳۰۱ خورشیدی) روی داد که زمان اوج آن، ساعت ۴:۴۰:۳۱ به‌وقت ساعت هماهنگ جهانی بوده‌است. مدت زمان و طول این خورشیدگرفتگی ۵ دقیقه و ۵۹ ثانیه بود.